# Calea ferată Botoșani–Verești
Calea ferată Verești–Botoșani este legătura feroviară între rețeaua națională și municipiul Botoșani.

## Istoric

### Concesiunea Offenheim
La data de 24 mai 1868 d.C., România încheie o convenție cu consorțiul Offenheim pentru constuirea liniei Verești–Botoșani și a încă două: Roman–Ițcani și Pașcani–Iași. Darea în folosință a linei are loc în noiembrie 1871.

### Naționalizare
La data de 18 decembrie 1888, Statul român sechestrează linia, iar în ianuarie 1889, această linie împreună cu celelalte de pe teritoriul Regatului României sunt naționalizate.